# Enrico Piatti
Enrico Piatti (Vercelli, 26 febbraio 2002) è uno schermidore italiano specializzato nella spada.

## Biografia
Di origini ungheresi da parte materna, è nipote di Győző Kulcsár, pluricampione olimpico sia come atleta che come maestro. Fu proprio il nonno a introdurlo alla scherma. 
Si allena all'Accademia Scherma Marchesa di Torino dopo essere cresciuto nella Pro Vercelli. Fa parte del Gruppo Sportivo dell'Aeronautica Militare ed è allenato da Dario Chiadò.

## Carriera

### Fase giovanile
Enrico è sempre stato attenzionato ai vertici specialmente per il suo grande talento; inizia, infatti, a partecipare, da giovanissimo(14 anni), a due tappe del Circuito Europeo Cadetto arrivando 40esimo in entrambe. Inoltre, nella categoria U-14, riesce pure a vincere il suo primo campionato Italiano di categoria.
E' un atleta che, nel ranking nazionale, è arrivato ad occupare la prima posizione per quanto concerne sia la categoria Under-14 e che quella Ragazzi.

### 2017
In quest'anno partecipa a molte competizioni: a livello internazionale prende parte al circuito europeo Cadetto in cui raggiunge, come miglior risultato, il settimo posto individuale a Grenoble e vince la medaglia di bronzo a squadre nella cittadina francese. Questi risultati permetteranno a Enrico di raggiungere, a 15 anni, la 50esima posizione a livello cadetto europeo.
Partecipa, a livello nazionale, al campionato italiano Cadetti di Cagliari in cui arriva 14esimo in individuale.
I risultati conseguiti faranno arrivare Enrico alla 16esima posizione a livello cadetto italiano.

### 2018
Prende parte alle medesime competizioni dell'anno passato in cui arriva, in individuale, 13esimo a Bonn come miglior risultato mentre, a squadre, vince per due volte la medaglia di Argento, insieme a Simone Mencarelli, Damiamo Di Veroli e Dario Remondi nelle tappe di Grenoble e Budapest venendo sconfitto, entrambe le volte, da Italia 1(team composto da Davide Di Veroli, Simone Greco, Filippo Armaleo e Matteo Amodio Maisto).
Riuscirà quindi ad arrivare al secondo posto nel ranking a squadre per quanto concerne le competizioni europee Cadette.
Arriva poi il campionato italiano Cadetti in cui migliora la posizione dell'anno passato arrivando 11esimo a Verona.  
Migliora la posizione di fine anno arrivando 13esimo a livello cadetto.

### 2019
In quest'anno aumenta di molto il suo numero di competizioni dimostrando, in tutto e per tutto, il livello a cui può arrivare.
Prende nuovamente parte al circuito europeo Cadetti in cui migliora di molto i risultati: partecipa a tre tappe in cui giunge, in individuale, sesto a Budapest, vince la medaglia d'Argento a Klagenfurt perdendo in finale contro lo statunitense Isaac Herbst e vince quella di Bronzo a Ginevra. A squadre arriva quinto a Klagenfurt e vince la medaglia d'Oro a Budapest battendo in finale la compagine Russa terminando sia la semifinale che la finale con un parziale di stoccate positivo.  Sempre a livello Cadetti prende parte ai Campionati del Mediterraneo di Cagliari in cui vince la medaglia d'Argento perdendo in finale contro Simone Mencarelli. Arrivano poi i campionati europei Cadetti di Foggia in cui, in individuale, arriva solo 44esimo ma si riscatta ampiamente nella competizione a squadre vincendo la medaglia d'Oro contro la compagine magiara vincendo per 45-34 assieme ai connazionali Filippo Armaleo, Simone Mencarelli e Dario Remondini. Partecipa anche ai campionati mondiali Cadetti di Torun dove Enrico vince la medaglia d'Oro dopo aver battuto in finale il connazionale Dario Remondini per 15-6. Finirà l'anno arrivando in decima posizione individuale nel ranking europeo Cadetti e alla prima nella competizione a squadre.
Partecipa poi a una competizione in ambito Juniores, i campionati del Mediterraneo Juniores di Cagliari in cui vince la medaglia d'Oro dopo aver battuto nuovamente Dario Remondini in finale.
Partecipa anche alla tappa di Busto Arsizio per il circuito europeo Under-23 in cui arriva 27esimo. 
Si arriva poi alle competizioni nazionali Cadette e Juniores: entrambe svolte a Lecce e, nella prima, arriva quinto mentre, nella seconda, vince la medaglia d'Argento dopo la finale persa contro Davide Di Veroli per 12-7.
Arriva, a fine anno, in terza posizione nel ranking nazionale Cadetto dopo aver raggiunto pure il secondo posto.

### 2020-2021
E' il biennio interessato dalla pandemia di COVID-19 in cui le competizioni internazionali si sono ridotte drasticamente.  
Nel primo anno del biennio riesce comunque a partecipare alla maggior parte delle gare iniziando con la Coppa del Mondo Juniores in cui ottiene, come miglior risultato in individuale, la medaglia d'Argento vinta a Belgrado dopo la finale contro Vladimir Tolasov oltre che un Bronzo a Udine mentre, per quelle a squadre, raggiunge due Bronzi, a Belgrado e Basilea, e l'Argento a Riga. Prende poi parte al campionato europeo Juniores di Parenzo dove giunde 28esimo in individuale e vince la medaglia d'Argento a squadre dopo la finale contro la Russia.
Terminerà, nel ranking FIE Juniores, alla terza posizione individuale e alla quarta per la competizione a squadre.
Mentre, nel ranking nazionale, arriverà ottavo a livello giovani.
Nel 2021 riesce a prender parte solo ai campionati italiani: nella competizione Juniores a Riccione e quella U-23 di Cagliari non riesce a ottenere i risultati sperati ma, nella competizione Assoluta, vince la medaglia di Bronzo sia nella competizione individuale, a Cassino, che in quella a squadre svolta a Napoli. Ai Mondiali del Cairo, però, così come tutta l'Italia, non partecipa per motivi di sicurezza legati alla pandemia.
Terminerà l'anno alla seconda posizione per quanto concerne il livello Cadetti nel ranking italiano.

### 2022
E' l'anno di ritorno alla normalità ed Enrico inizia con la partecipazione ai vari eventi Juniores internazionali. 
In CdM Juniores raggiunge, come miglior risultato, la medaglia d'Argento a Winterthur in individuale e il quinto posto a squadre nella stessa tappa. Partecipa al campionato europeo Juniores a Novi Sad dove arriva, in individuale, al quinto posto a seguito della sconfitta incassata ai quarti contro il poi campione mondiale Zsombor Keszthelyi per 15-13; a squadre, invece, arriva terzo vincendo quindi la medaglia di Bronzo dopo aver battuto nella finalina i cugini transalpini, medaglia vinta con Matteo Galassi, Filippo Armaleo e Simone Mencarelli. Arrivano poi i campionati mondiali a Dubai in cui arriva, in entrambe le competizioni, al nono posto. 
Terminerà l'anno in nona posizione individuale e in settima a squadre per quanto concerne le competizioni Juniores internazionali.
Prenderà poi parte a una tappa del circuito europeo U-23 e a tre della CdM assoluti senza raggiungere comunque risultati di spicco. 
Discorso diverso per le competizioni nazionali in cui. in quella Juniores di Catania, arriva solo 33esimo ma, in quella Assoluta svolta a Courmayeur, vince la medaglia di Bronzo individuale dopo aver perso in semifinale contro Marco Fichera per 15-11 e, in quella a squadre, vince la medaglia d'Argento dopo aver perso in finale contro il Gruppo Sportivo delle Fiamme Oro di Roma.
Terminerà l'anno in terza posizione nella categoria Giovani del ranking nazionale dopo essere stato anche in seconda posizione.

### 2023
E' l'anno in cui esce dalle categorie Juniores e prende quindi parte alle competizioni nei circuiti maggiori. Per quanto concerne il circuito europeo Under-23 partecipa alla sola tappa di Colmar in cui, comunque, vincerà la medaglia d'Oro dopo aver battuto in finale Neisser Loyola. Si comporta in maniera peggiore al campionato europeo Under-23 in cui arriva solamente 38esimo nella competizione individuale e 11esimo in quella a squadre. Sulla stessa linea sono i risultati raggiunti nelle varie tappe di CdM in cui ottiene come miglior risultato la 23esima posizione di Vancouver. Terminerà, comunque, l'anno al nono posto individuale nel ranking europeo U-23.
Prende anche parte ai campionati italiani dove, nella competizione U-23 di Vercelli, giunge 19esimo in individuale ma vince la medaglia d'Oro nella competizione mista; in quella Assoluta di La Spezia giunge 23esimo in individuale e quinto a squadre.
Terminerà l'anno in ottava posizione nella categoria U-23 del ranking nazionale.

### 2024
Si tratta dell'anno Olimpico, competizione a cui Enrico non parteciperà, nonostante ciò tutta la preparazione si baserà sull'avere il massimo della forma fisica per il periodo in concomitanza con i giochi. 
L'anno di Enrico parte bene infatti, in CdM, inizia a partecipare alle competizioni di squadra giungendo decimo ad Heidenheim e, proprio nella tappa tedesca, in individuale giunge secondo vincendo la medaglia d'Argento dopo aver battuto il campione olimpico Romain Cannone, in semifinale il connazionale Federico Vismara per 15-11 ma perdendo in finale contro Masaru Yamada per 15-9.
Nelle competizioni U-23 prende parte al campionato europeo di Antalya in cui giunge, in individuale, al terzo posto conquistando il Bronzo dopo aver perso in semifinale contro Filippo Armaleo per 15-13; a squadre invece giunge in quinta posizione.
Terminerà l'anno, per quanto concerne il ranking FIE, alla 35esima posizione in individuale e alla quarta a squadre.
Ai campionati italiani Assoluti a Cagliari termina il suo, per il momento, miglior anno sportivo della carriera vincendo la medaglia d'Oro nella competizione individuale battendo in finale Matteo Galassi per 15-9; nella competizione a squadre invece arriverà terzo conquistando quindi il Bronzo.
Terminerà l'anno in seconda posizione nella categoria U23 del ranking nazionale.

### 2025
Il 2025 sarà il peggior anno nella giovane carriera di Enrico. 
Prende parte alle tappe di CdM in cui partecipa a molte competizioni a squadre in cui raggiunge il podio, vincendo la medaglia d'Argento, a Marrakech, dopo aver perso in finale contro l'Ungheria; per quanto riguarda le competizioni individuali, raggiunge come massimo risultato la 41esima posizione di Doha.
Le difficoltà a livello individuale si vedono anche nelle competizioni U-23 infatti, nel circuito europeo U-23, giunge 25esimo alla tappa di Colmar mentre, al campionato europeo Under-23 a Tallinn, giunge 12esimo a livello individuale ma riesce comunque a vincere la medaglia di Bronzo nella competizione a squadra battendo nella finalina la Francia finendo con un +9 nel parziale tra stoccate date e subite.
Nelle competizioni nazionali partecipa alla categoria Under-23 e a quella Assoluti: nella competizione Under-23, svolta a Salsomaggiore, giunge terzo a livello individuale dopo aver perso in semifinale, alla stoccata decisiva, contro Matteo Galassi; nella categoria Assoluti, svolta a Piacenza, giunge 11esimo in individuale ma, a livello di competizione a squadra, arriva terzo vincendo quindi la medaglia di Bronzo.
Terminerà l'anno in terza posizione nella categoria U-23 dopo essere arrivato anche in prima posizione; per quanto concerne la categoria Assoluti finisce l'anno in nona posizione dopo essere arrivato anche in seconda posizione durante l'anno.

## Palmarès

### Risultati élite
In carriera ha ottenuto i seguenti risultati: 
Coppa del mondo
Prove individuali
- 2023-2024 -  (Heidenheim)

Prove a squadre
- 2024-2025 -  (Marrakech)

Campionati italiani
Individuale
- Oro nella spada a Cagliari 2024
- Bronzo nella spada a Courmayeur 2022
- Bronzo nella spada a Cassino 2021

A squadre
- Argento nella spada a Courmayeur 2022
- Bronzo nella spada a Cagliari 2024
- Bronzo nella spada a Napoli 2021
- Bronzo nella spada a Picenza 2025

### Risultati giovani
Mondiali cadetti
Individuale
- Oro nella spada a Torun 2019

A squadre
Europei Under-23
Individuale
- Bronzo nella spada ad Adalia 2024

A squadre
- Bronzo nella spada ad Tallinn 2025

Europei juniores
Individuale
A squadre
- Argento nella spada a Parenzo 2020
- Bronzo nella spada a Novi Sad 2022

Europei cadetti
Individuale
A squadre
- Oro nella spada a Foggia 2019

Campionati del mediterraneo giovani
Individuale
- Oro nella spada a Cagliari 2019

A squadre
Campionati del mediterraneo cadetti
Individuale
- Argento nella spada a Cagliari 2019

A squadre